# Boulevard Davout
Pour les articles homonymes, voir Davout.
Le boulevard Davout est une voie du 20e arrondissement de Paris. C'est un élément de la ceinture de boulevards extérieurs dits « boulevards des Maréchaux ».

## Situation et accès
Le boulevard part du cours de Vincennes et, se dirigeant vers le nord, passe par la porte de Montreuil avant d'arriver à la porte de Bagnolet, où il laisse place au boulevard Mortier.

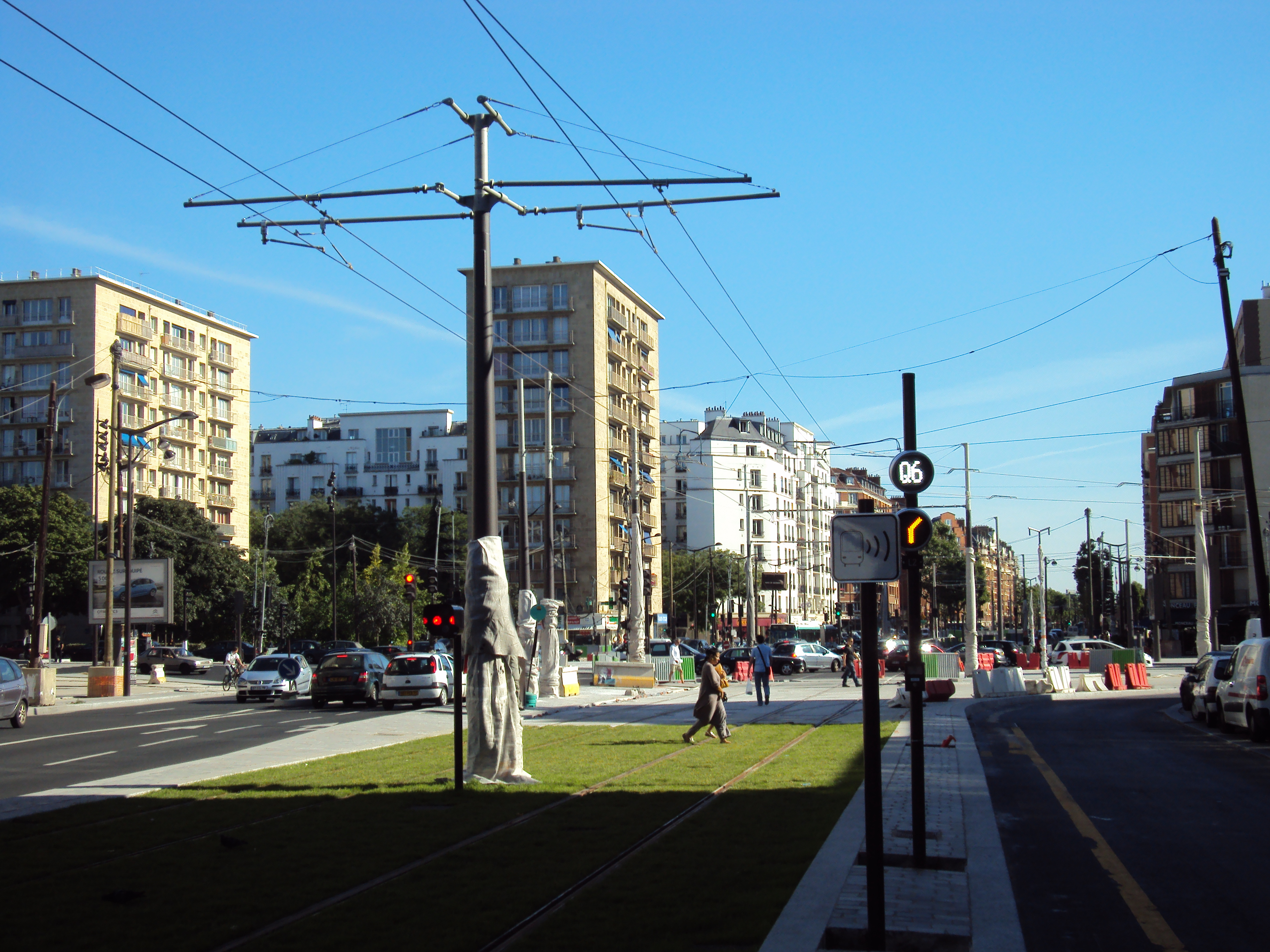
Entre la porte de Montreuil et la porte de Vincennes en juillet 2012
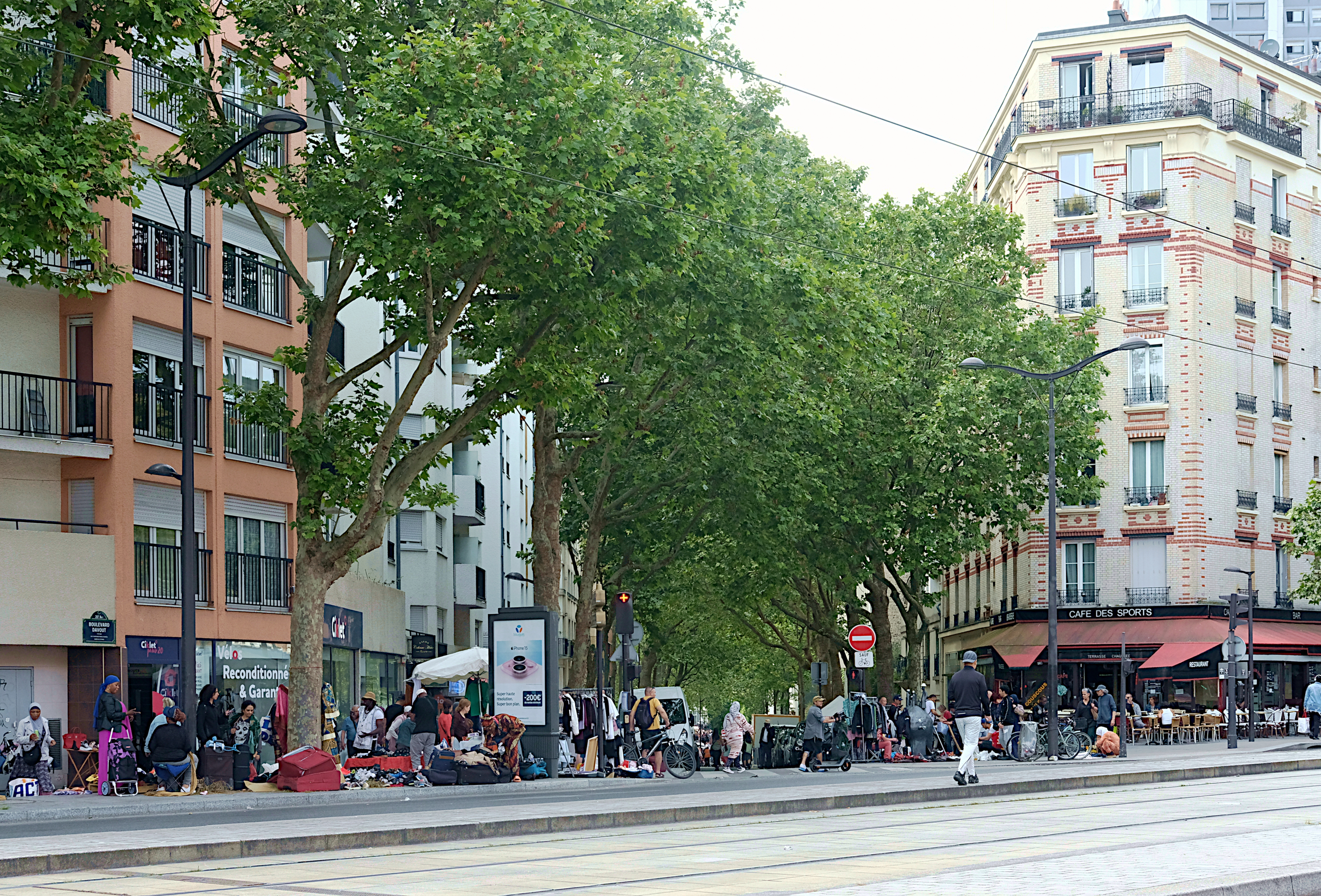
Le débordement de la brocante rue Saint-Blaise sur le boulevard Davout.
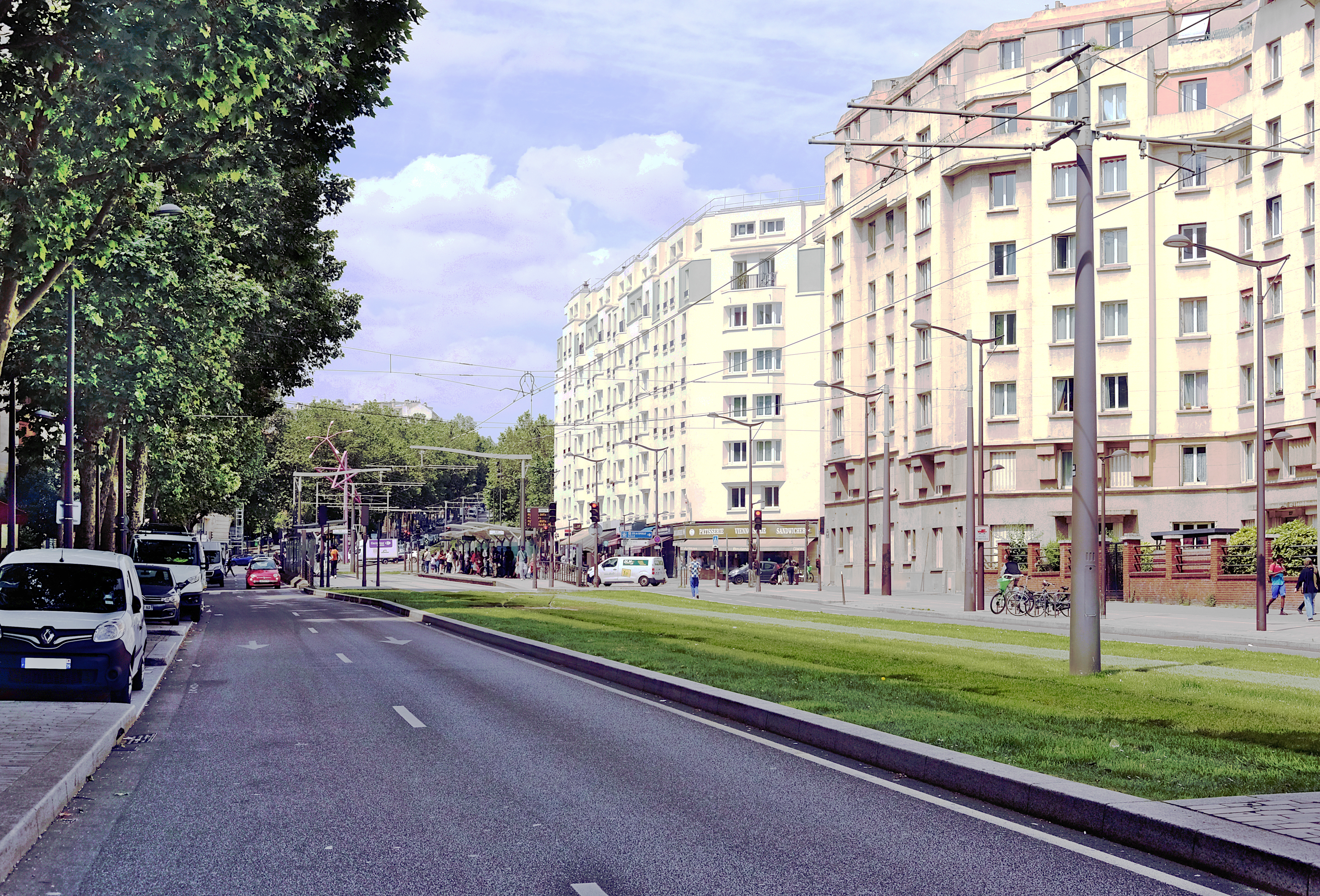
Le boulevard Davout à proximité de la porte de Bagnolet en 2024.

Après avoir été accessible par la ligne de bus de Petite Ceinture, le boulevard Davout est désormais accessible par la ligne 3b du tramway.

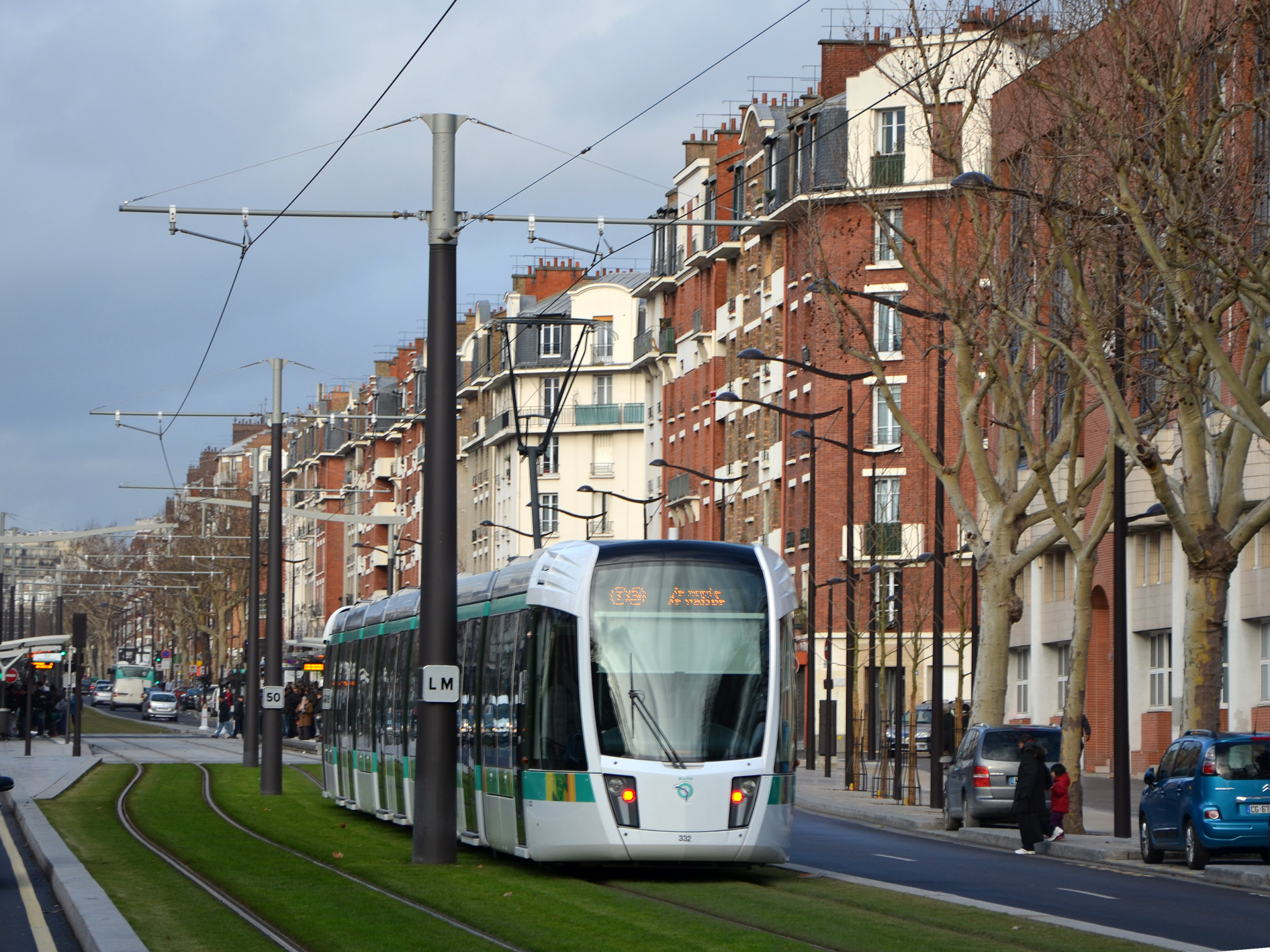
Le tramway et les HBM.
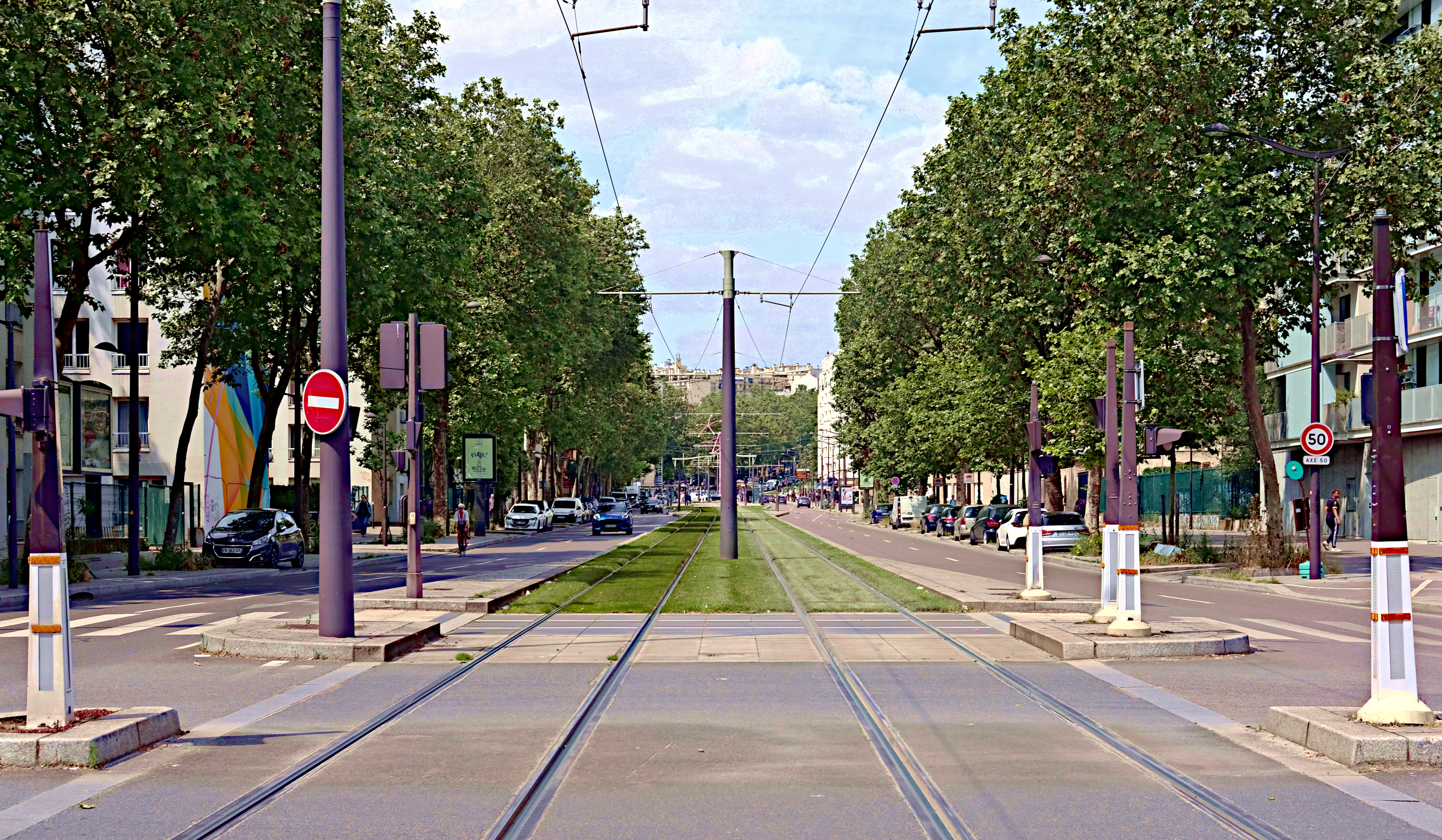
Le tracé de la ligne T3b sur le boulevard Davout.
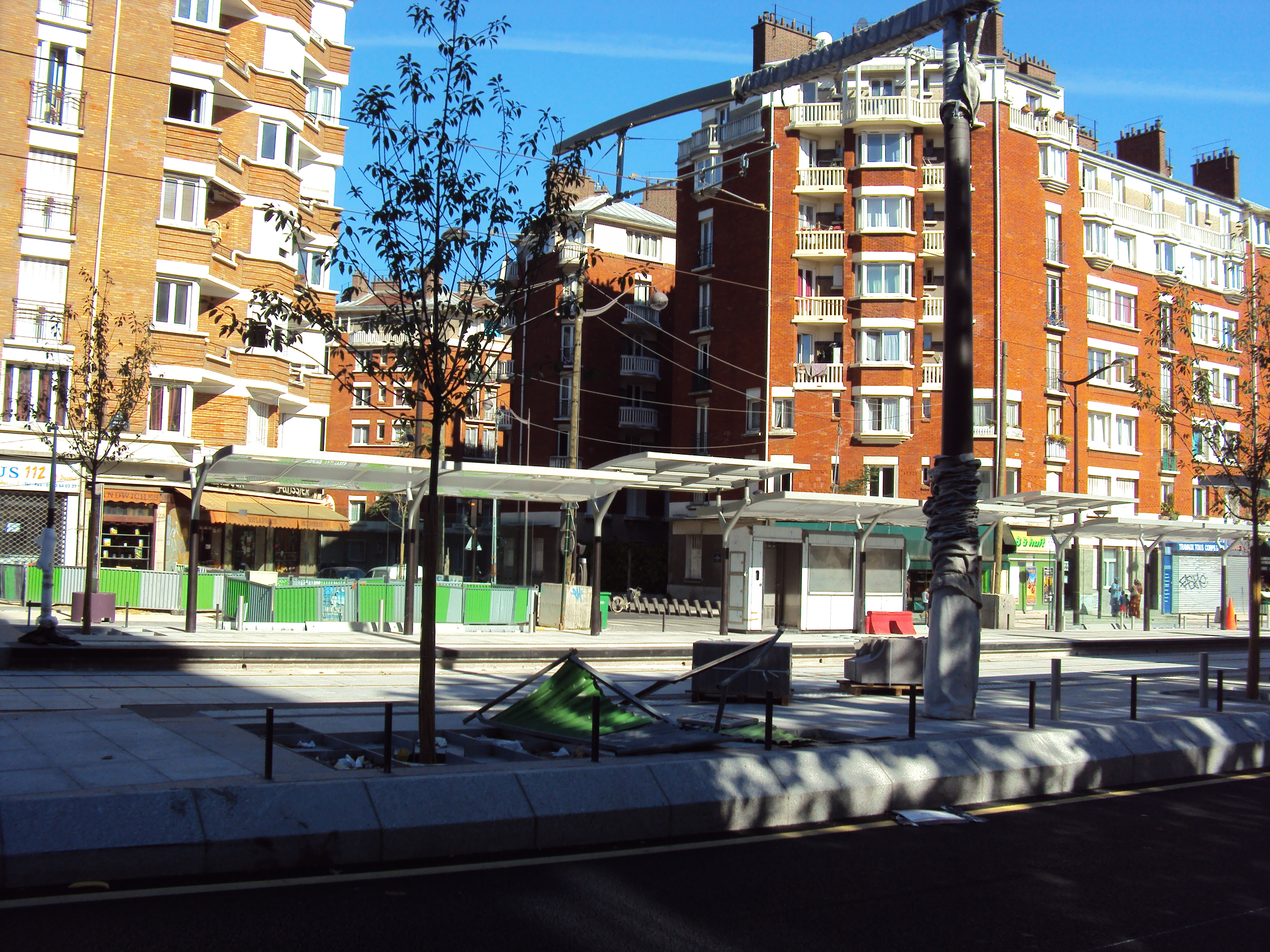
La station Marie de Miribel.

## Origine du nom

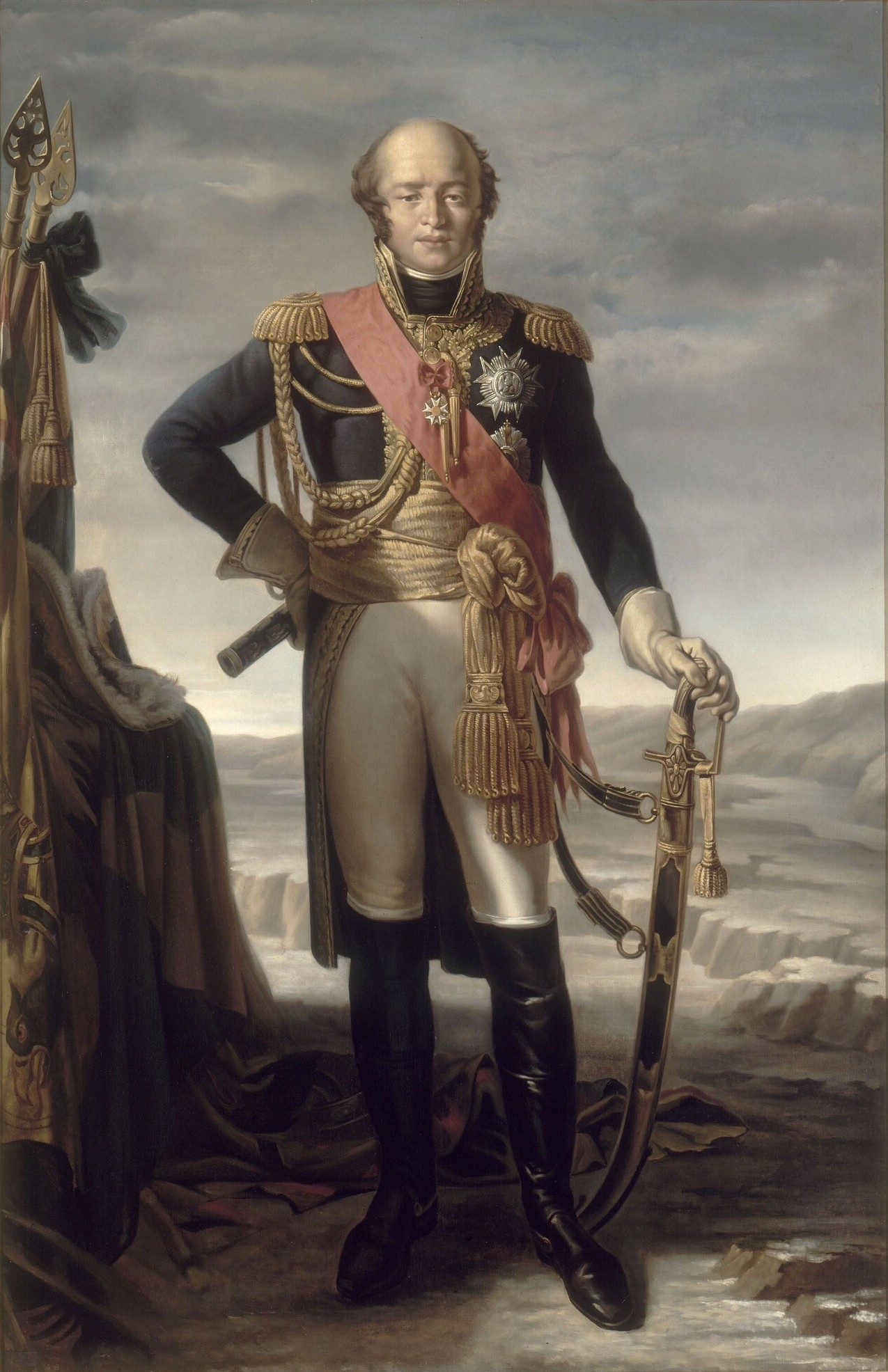
Portrait du maréchal Davout.

Le boulevard doit son nom à Louis Nicolas Davout (1770-1823), duc d'Auerstædt, prince d'Eckmuhl, maréchal de France.

## Historique
Le boulevard Davout fait partie de la ceinture de boulevards créée à partir de 1861 le long de l'enceinte de Thiers, à la place la rue Militaire. Il prend son nom actuel en 1864.
Le boulevard servait de délimitation des ZAC Saint-Blaise et ZAC Porte-de-Vincennes.
Fin février 2009, les travaux préparatoires à l'installation de la ligne 3b du tramway d'Île-de-France dit tramway des Maréchaux Est débutent sur le milieu de la voirie. La ligne est mise en service le 15 décembre 2012.

## Bâtiments remarquables et lieux de mémoire
- No 51 : école des filles où le peintre Maurice Guy-Loë a peint une fresque,  La Farandole, en 1933.
- No 62 : siège en 2011-2012 de l'hebdomadaire Charlie Hebdo : un incendie criminel y est perpétré dans la nuit du 1er au 2 novembre 2011.
- No 63 : un des accès au jardin de la Gare-de-Charonne qui est longé par le boulevard Davout.
- No 73 : cinéma Davout-Palace, puis Davout, entre 1932 et 1964. Le bâtiment accueille ensuite le studio Davout ; détruit en 2018[2],[3].

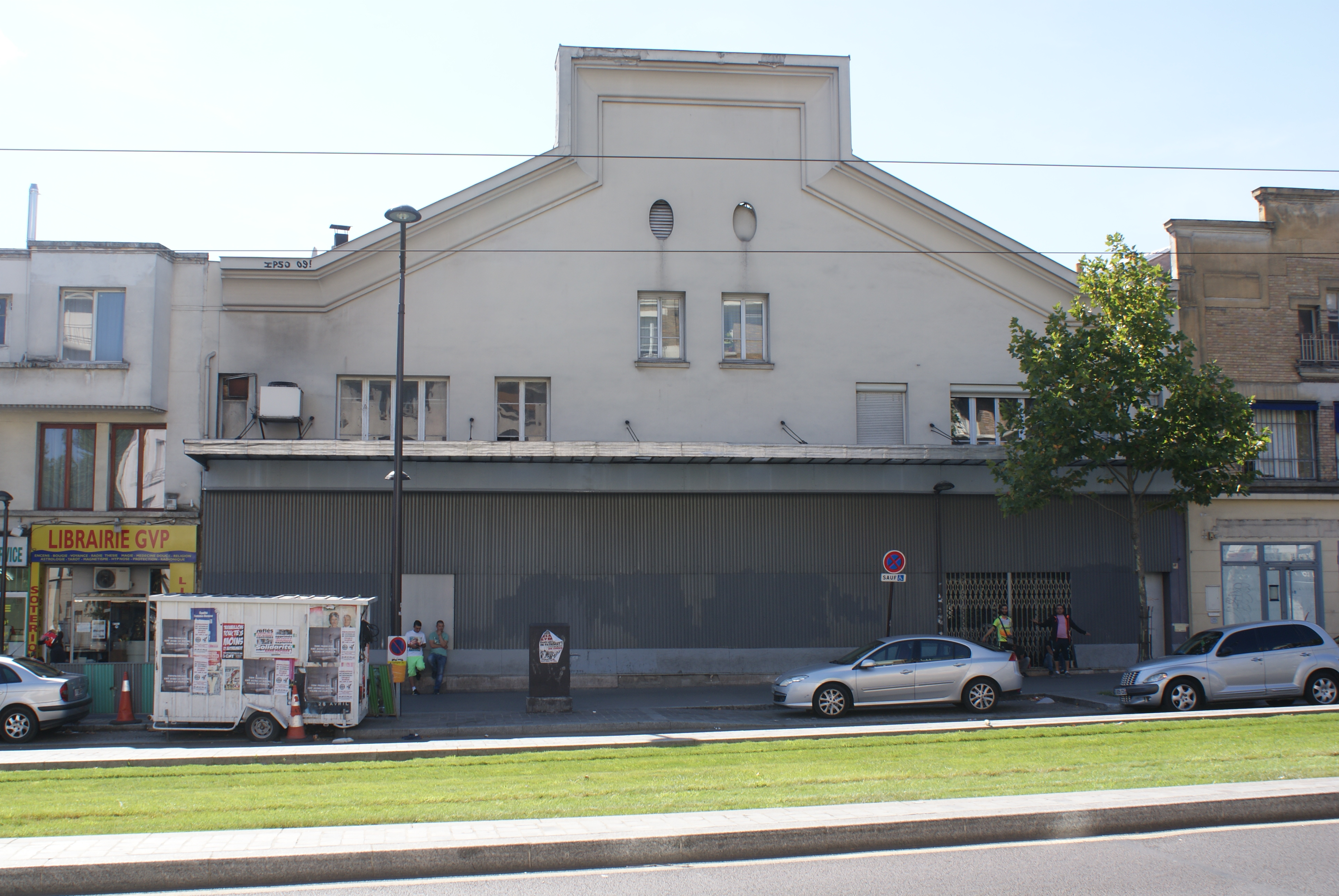
N°73 : studio Davout.
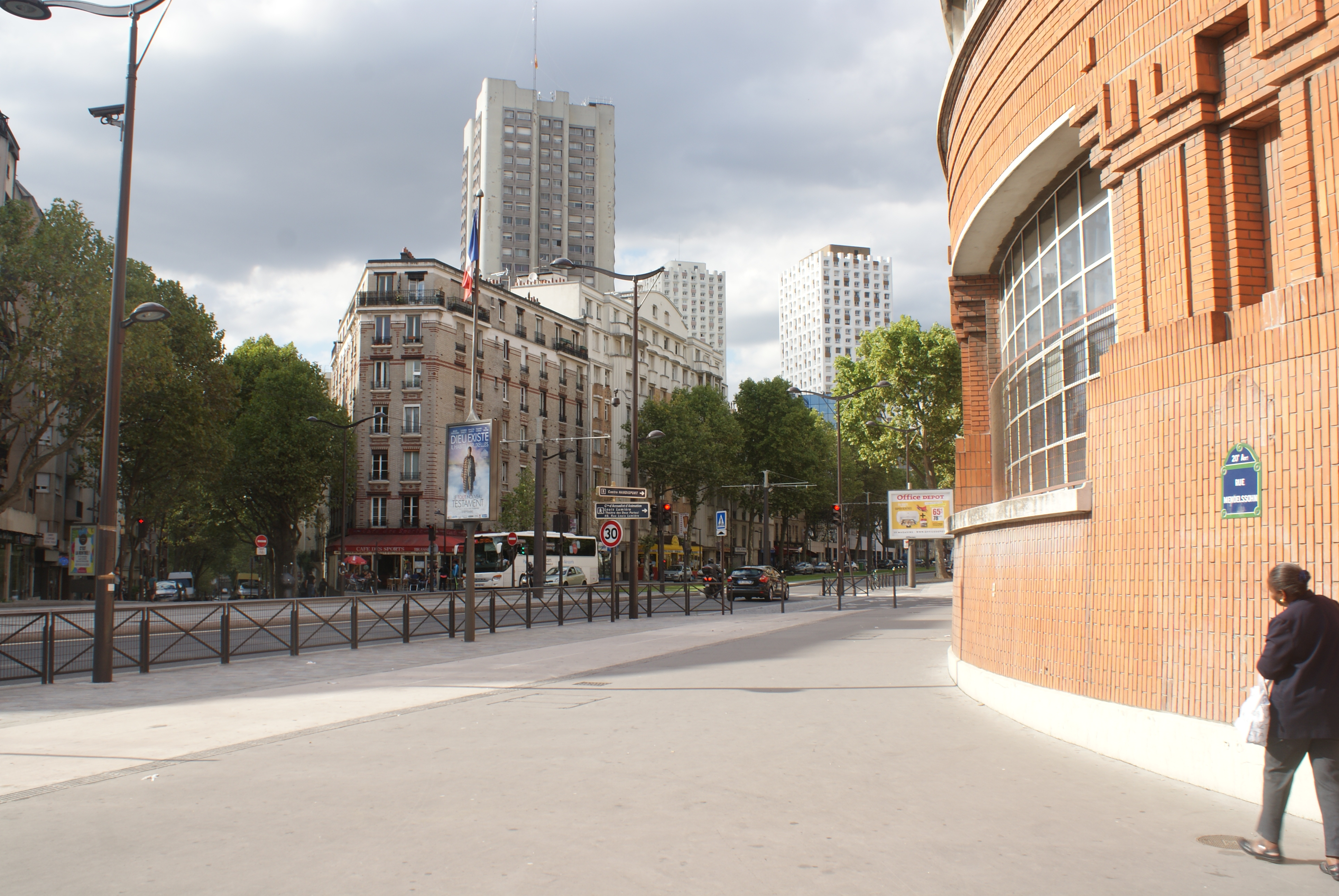
Le croisement avec la rue Saint-Blaise.
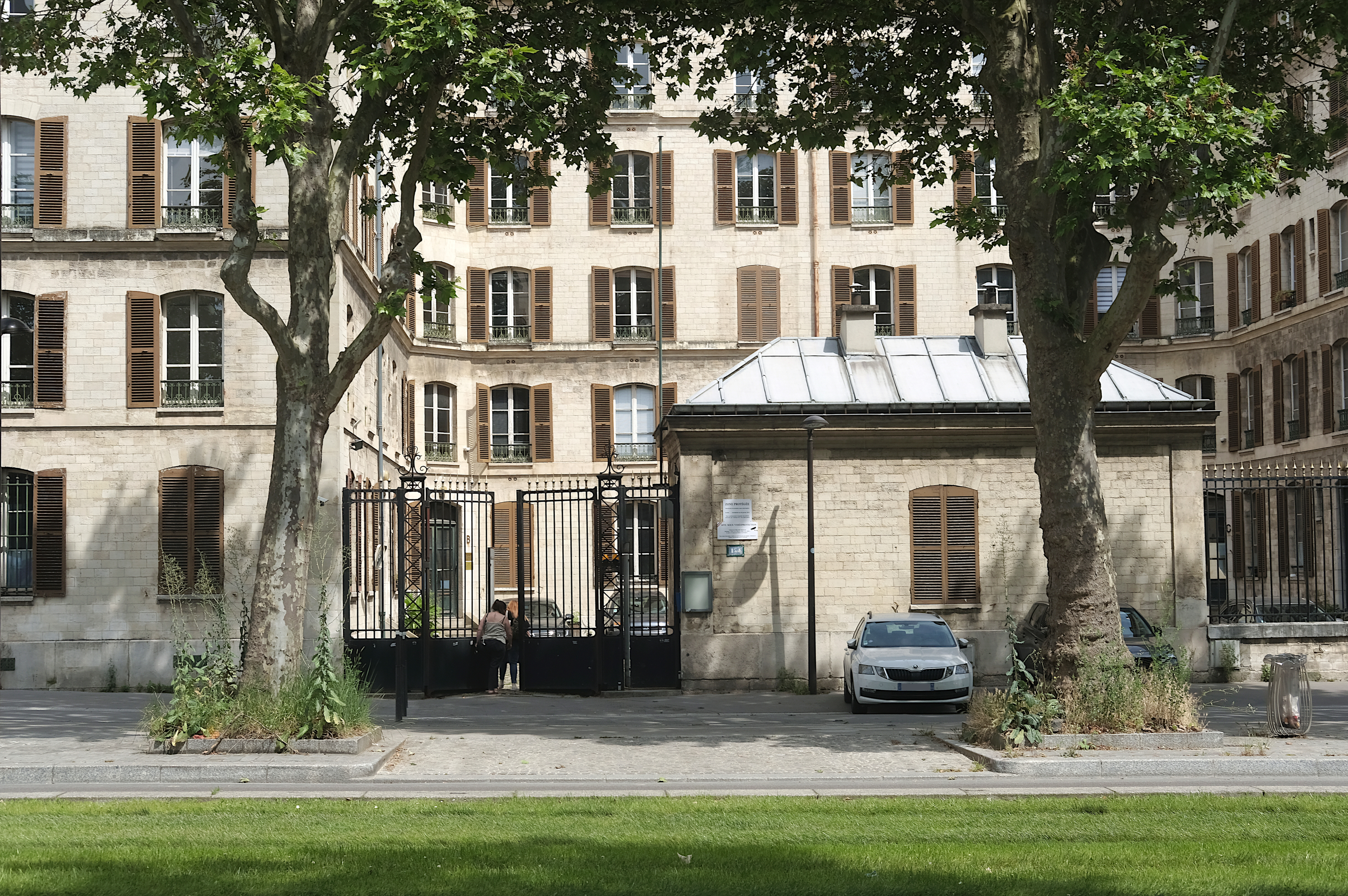
Le numéro 154.

- Nos 120ter à 130 : immeubles HBM.
- No 225 : cinéma Séverine, entre 1939 et 1975 (974 places)[4].

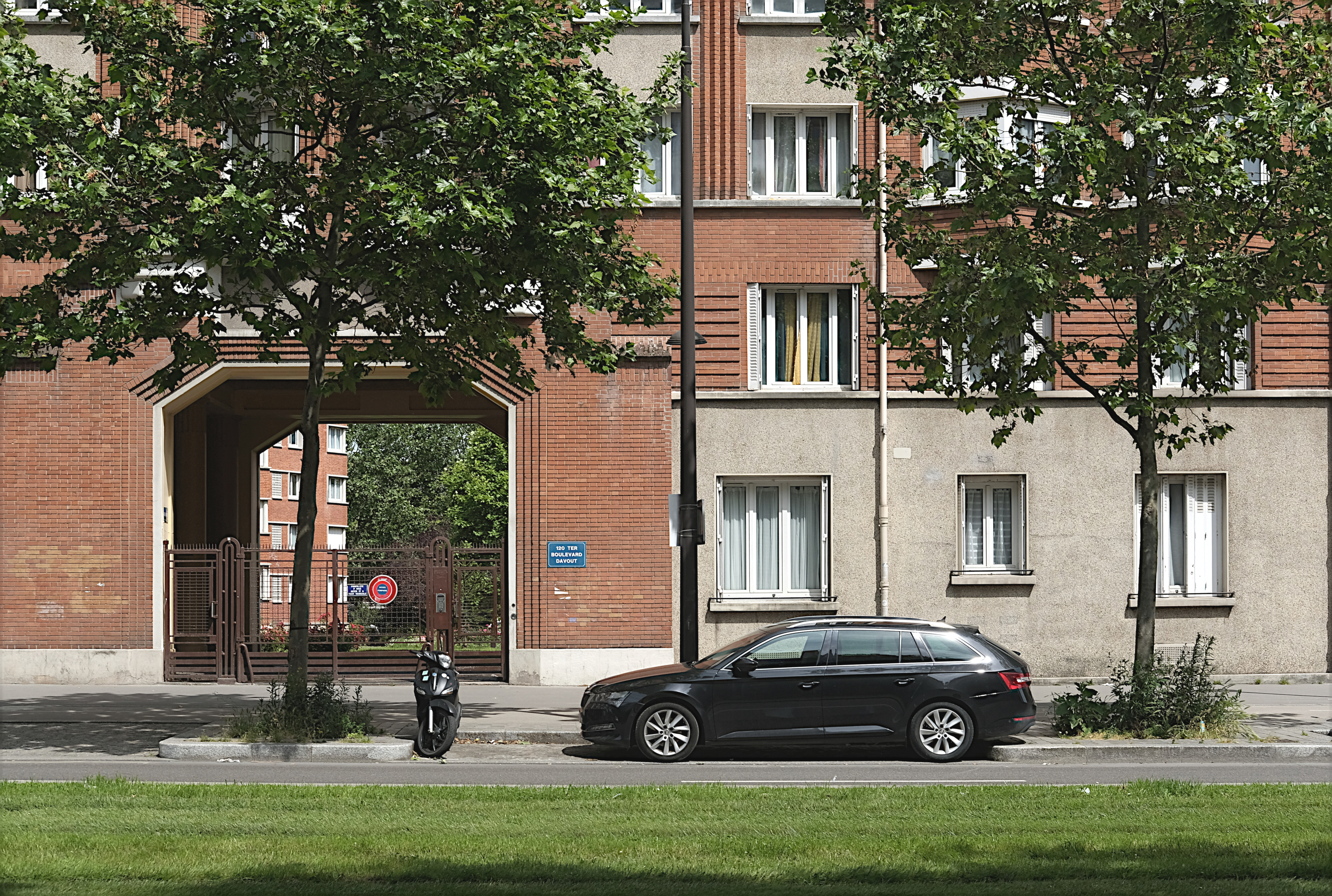
N°120ter.
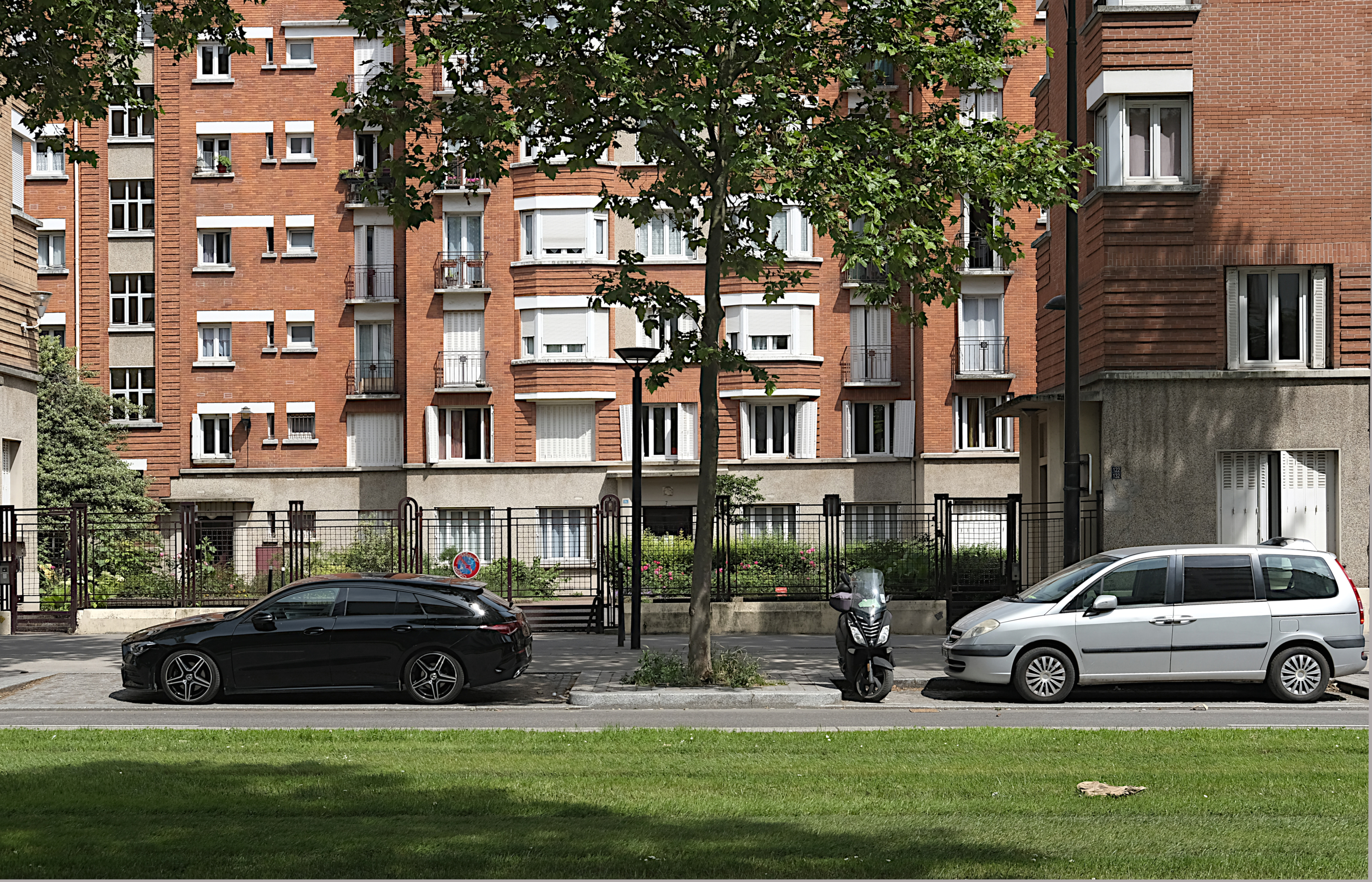
N°122 à 130.

- Présence de nombreux exemples d'art urbain.

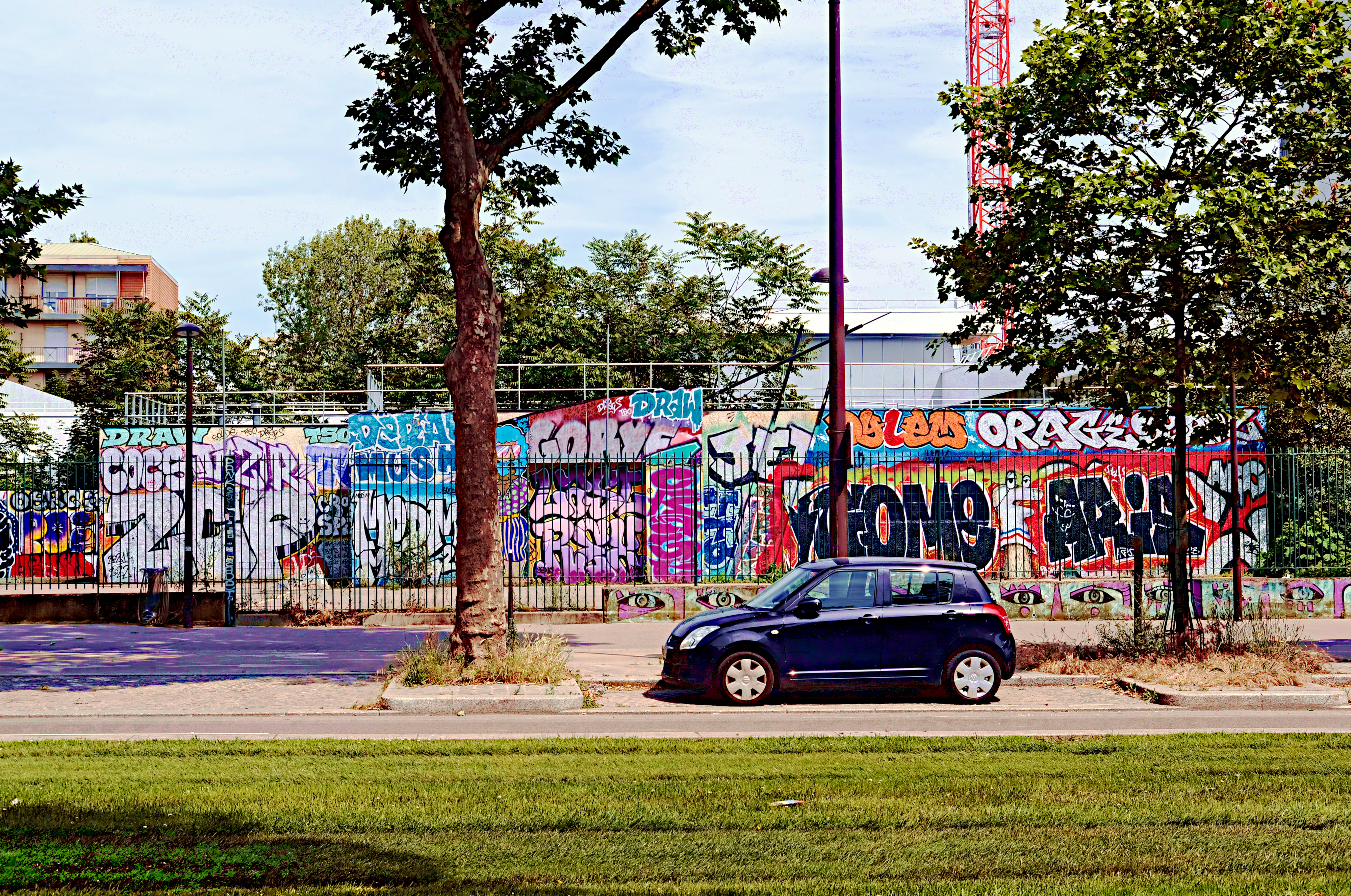
Graffiti.
Fresque.